# Mateo Madridejos
Mateo Antonio Madridejos Vives (Quesada, 29 de julio de 1932-Barcelona, 21 de mayo de 2023) fue un periodista y escritor español, experto en política internacional y en la guerra civil española.

## Biografía
Mateo Madridejos nació en Quesada, España, el 29 de julio de 1932. Hijo de Mateo Madridejos Villegas y María Rosa Vives García. Cursó el bachillerato en el colegio de San Agustín, en Jaén. Luego, a raíz del traslado de su padre a Santa Fe para ejercer su profesión como veterinario municipal, pasó al Instituto Padre Suárez. En 1956, se licenció en derecho en las universidades de Granada y Sevilla.
Posteriormente ingresó en el Cuerpo General de Policía, prestando servicio en su sede en Madrid. En 1962, al graduarse en periodismo por la Escuela Oficial de Periodismo de Madrid, se mudó a Barcelona para ejercer su profesión en el diario Solidaridad Nacional.
Fue fundador del diario Tele-Expres de Barcelona, donde entre 1964 y 1972 fue su jefe de Internacional, enviado especial en Oriente Próximo y corresponsal en París. En junio de 1967, destacó su labor periodística desde Tel Aviv en la Guerra de los Seis Días. Cubrió además la revuelta estudiantil y obrera de mayo de 1968 en París. Paralelamente, fue colaborador de la revista Destino, donde publicó trabajos sobre el panorama mundial. En abril de 1966 fue fundador del Grupo Democrático de Periodistas (GDP), junto a Josep A. Benach, Josep Maria Cadena, Andreu Calaf, Pere-Oriol Costa, Josep Faulí, Antonio Figueruelo, Francesc González Ledesma, Josep Morera Falcó, Pere Pascual, Josep Pernau, Lorenzo Contreras y Josep Pedret Muntañola. El GDP fue el primer núcleo organizado de profesionales que se comprometían a trabajar por una prensa libre en Barcelona.
Entre 1967 y 1971, ejerció como profesor de Derecho Político en la Universidad de Barcelona.
En 1977, obtuvo la licenciatura en Historia Moderna y Contemporánea por la Universidad de Barcelona. Colaboró en las Editoriales Salvat y Planeta, redactando cientos de artículos de actualidad internacional.
Entre 1972 y 1975, se desempeñó como subdirector del vespertino El Noticiero Universal. Fue elegido por la Asociación de la Prensa de Barcelona como subdirector de la Hoja del Lunes, ocupando este cargo entre 1977 a 1980. También fue Redactor-jefe de «El Periódico de Catalunya» (1982-1991), y jefe de Internacional del diario «El Observador» (1991-1993).
Como escritor publicó diversas obras referidas a cuestiones internacionales e históricas, destacándose en ellas Colonialismo y neocolonialismo (1973) y Un cáncer llamado nazismo (1975). Una obra escrita en 1968 sobre los acontecimientos en Francia, fue prohibida momentos antes de ser publicada.
En 1987 escribió además La sonrisa de la perestroika, una de las primeras obras referidas a los cambios llevados adelante por Mijaíl Gorbachov en la Unión Soviética.
Otra de sus obras, La caída del muro. Del comunismo a la democracia (1990), amplió el análisis a las otras naciones que conformaban el bloque soviético. En 2005 se editó su último ensayo sobre asuntos europeos, titulado Europa, de 15 a 25.
Fue autor de varias monografías sobre la historia de China en el siglo XX, y otras sobre la fundación del Estado de Israel y la Guerra de los Seis Días. En 2001 se publicó el ensayo Oriente y Occidente. Dos mundos en conflicto, referido a los atentados del 11 de septiembre de 2001.
En 1986 publicó La guerra de todos, fascículos de tirada semanal en «El Periódico de Catalunya», creados en ocasión de cumplirse los cincuenta años del estallido de la guerra civil española, obra que luego sería editada en un libro.
En febrero de 2006, publicó Diccionario onomástico de la guerra civil, obra que recoge las biografías de 334 protagonistas de aquel suceso.

## Muerte
Mateo Madridejos murió el 21 de mayo de 2023 en Barcelona, a los 90 años.

## Obra
- Colonialismo y neocolonialismo (1973)
- Un cáncer llamado nazismo (1975)
- La guerra de todos (1986)
- La sonrisa de la Perestroika (1987)
- La caída del muro. Del comunismo a la democracia (1990)
- Oriente y Occidente. Dos mundos en conflicto (2001)
- Europa de 15 a 25 (2005)
- Diccionario onomástico de la guerra civil (2006)
- Las revueltas árabes y el desafío de la democracia (2011)
- El siglo de Asia (2021)